# Apuaanse Alpen
De Apuaanse Alpen zijn een bergketen in het noorden van de Italiaanse regio Toscane, in de provincies Massa-Carrara en Lucca. Het gebergte wordt begrensd door de rivier de Magra in het noordwesten, de rivier de Serchio in het zuidoosten en de Middellandse Zee in het westen.
De vorming van het gebergte staat los van die van de Apennijnen, de hoogste top van de keten is de Monte Pisanino (1945 m). De Apuaanse Alpen zijn vooral bekend om de marmerwinning. Deze heeft het uiterlijk van het berglandschap behoorlijk veranderd. Het gebied heeft sinds twintig jaar een beschermde status.
De grootste bezienswaardigheden in de Apuaanse Alpen zijn de druipsteengrotten Antro del Corchia en de marmermijnen in het centrale deel van de keten. Het dal van de rivier de Serchio, de Garfagnana is erg geliefd bij toeristen.

## Belangrijkste plaatsen
- Carrara
- Massa
- Castelnuovo di Garfagnana

## Important Bird Area
Het gebied is aangewezen als Important Bird Area door BirdLife International vanwege het belang voor significante populaties van de alpenkraai, grauwe kiekendief, nachtzwaluw, Provençaalse grasmus en de wespendief.